# جان مارتينيللي
جان مارتينيللي (بالفرنسية: Jean Martinelli)‏
```
هو 
ممثل
 
فرنسي
، ولد في 15 أغسطس 1910 
بالدائرة الثامنة عشرة في باريس
 في 
فرنسا
، وتوفي في 13 مارس 1983 
بباريس
 في 
فرنسا
 بسبب 
سرطان
.
```

## أعمال

### أفلام
- (1955) أن تمسك لصا[4]

## وصلات خارجية
- جان مارتينيللي على موقع IMDb (الإنجليزية)
- جان مارتينيللي على موقع ألو سيني (الفرنسية)
- جان مارتينيللي على موقع أول موفي (الإنجليزية)
- جان مارتينيللي على موقع قاعدة بيانات الأفلام السويدية (السويدية)
- جان مارتينيللي على موقع ديسكوغز (الإنجليزية)
- جان مارتينيللي على موقع قاعدة بيانات الفيلم (الإنجليزية)
- جان مارتينيللي على موقع كينوبويسك (الروسية)